# Brautschiff Enterprise
Brautschiff Enterprise (Originaltitel: Elaan of Troyius) ist die nach Ausstrahlungsreihenfolge 13. und nach Produktionsreihenfolge zweite Episode der dritten Staffel der Science-Fiction-Fernsehserie Raumschiff Enterprise. Sie wurde in englischer Sprache erstmals am 20. Dezember 1968 bei NBC ausgestrahlt. In Deutschland war sie zum ersten Mal am 20. Oktober 1973 in einer synchronisierten Fassung im ZDF zu sehen.

## Handlung
Im Jahr 2268 bei Sternzeit 4372.5 soll die Enterprise eine diplomatische Mission im Tellun-Sternensystem durchführen. Elaan, Dohlman von Elas, soll zum Nachbarplaneten Troyius gebracht werden. Sie soll den dortigen Herrscher heiraten und so den Frieden zwischen den zwei verfeindeten Welten sichern. Elaan erweist sich als schwieriger Gast. Für Petri, den Botschafter der Troyianer, und seine Geschenke hat sie nur Verachtung übrig. Sie betrachtet die Besatzung der Enterprise als Diener und beschwert sich über das ihr zugewiesene Quartier. Captain Kirk macht ihr klar, dass sie sich mit den Gegebenheiten an Bord arrangieren muss, und rät auch Petri, ihr mit Selbstbewusstsein statt mit Unterwürfigkeit entgegenzutreten. Der erste Offizier Spock bemerkt unterdessen auf der Brücke, dass die Enterprise von einem klingonischen Kriegsschiff verfolgt wird.
Kirks Rat an Petri erweist sich als Fehler, denn schon bald findet er ihn in Elaans Quartier mit einem Dolch im Rücken vor. Petri überlebt den Angriff zwar, weigert sich aber, Elaan weiter auf ihre Hochzeit vorzubereiten. Auf Schwester Chapels Frage, warum überhaupt jemand solch eine Frau heiraten wolle, erklärt er, dass jeder Mann, der die Tränen einer elasianischen Frau berührt, sich augenblicklich und auf ewig unsterblich in sie verliebt. Gezwungenermaßen übernimmt Kirk Petris Aufgaben und beginnt damit, Elaan grundlegende Tischmanieren beizubringen. Währenddessen schleicht sich Kryton, eine ihrer Wachen, heimlich in den Maschinenraum und sabotiert den Antrieb des Schiffs. Als ihn der Ingenieur Watson erwischt, tötet Kryton ihn.
Elaans Launenhaftigkeit führt dazu, dass sie Kirk bei seinem nächsten Besuch den Zutritt zu ihrem Quartier verwehrt. Daher lässt er Spock ihre beiden Wachen betäuben und verschafft sich so Zugang. Er will ihr klarmachen, dass sie sich den Entscheidungen der Regierungen von Elas und Troyius beugen muss. Entweder aus Berechnung oder echter Ehrlichkeit gesteht sie Kirk, dass sie sich davor fürchtet, von niemandem geliebt zu werden. Dabei muss sie weinen und als Kirk ihre Tränen wegwischt, verlieben sich beide ineinander.
Wenig später wird Krytons Sabotage aufgedeckt und auch, dass er heimlich mit dem klingonischen Schiff kommuniziert hat. Einer genaueren Befragung entzieht er sich durch Selbstmord. Chefingenieur Scott entdeckt, dass Kryton eine Bombe angebracht hat, die explodiert, sobald die Enterprise auf Warpgeschwindigkeit beschleunigt. Das Schiff der Klingonen kommt näher und es ist nun offensichtlich, dass sie Elaans Hochzeit verhindern wollen, doch ihre Motivation bleibt vorerst unklar. Scott gelingt es, die Bombe zu entschärfen, doch er stellt fest, dass der Warp-Antrieb und ebenso die Waffen trotzdem nicht funktionieren, da die für diese Systeme benötigten Dilithium-Kristalle unbrauchbar geworden sind.
Der klingonische Kommandant verlangt nun die bedingungslose Kapitulation der Enterprise. Spock stellt allerdings fest, dass eine Halskette von Elaan aus mehreren ungeschliffenen Dilithium-Kristallen besteht. Elaan nennt diese Steine Radane und erklärt, sie seien nicht besonders wertvoll, denn sie kommen auf ihrer Welt in rauen Mengen vor. Damit ist plötzlich nicht nur klar, warum die Klingonen so ein Interesse an diesem Sternensystem zeigen, sondern es bietet sich zugleich eine mögliche Rettung aus der aktuellen Situation. Scott gelingt es, Elaans Kristalle in die Schiffssysteme einzubauen. Jetzt können Photonentorpedos auf die Klingonen abgefeuert werden und die Enterprise kann mit Warpgeschwindigkeit entkommen. Im Orbit von Troyius angekommen, müssen sich Kirk und Elaan schweren Herzens voneinander trennen. Kurz darauf verkündet Schiffsarzt McCoy, er habe ein Gegenmittel gegen die von Elaans Tränen verursachte Verliebtheit gefunden. Spock stellt jedoch fest, dass dies nicht mehr nötig sei. Kirk ist bereits über sie hinweg, denn er habe schon vor langer Zeit seine einzig wahre Liebe gefunden: die Enterprise.

## Verbindungen zu anderen Star-Trek-Produktionen

Das Emblem des Klingonischen Reichs wird in dieser Folge zum ersten Mal verwendet.

Einige Elemente aus dieser Folge wurden in späteren Star-Trek-Produktionen wieder aufgegriffen:
- Das überarbeitete und von nun an dauerhaft verwendete Emblem des Klingonischen Reichs wird in dieser Folge zum ersten Mal verwendet, im Gegensatz zu späteren Folgen ist es hier aber noch um 90 Grad gedreht.[1]
- In Produktionsreihenfolge ist dies die erste Folge, in der der klingonische D-7-Schlachtkreuzer seinen ersten Auftritt hat (in frühere Raumschiff-Enterprise-Folgen wurden solche Schiffe erst in der Remastered-Edition eingefügt). Diese Schiffe sind später in zahlreichen weiteren Folgen mehrerer Serien als klingonische Kriegsschiffe zu sehen. In der Raumschiff-Enterprise-Folge Die unsichtbare Falle und in den Folgen 1.06 und 2.03 (Der Überlebende und Wüste Scherze) der animierten Serie Die Enterprise von 1973/74 kommen sie zudem als Schiffe der Romulaner zum Einsatz.
- Die Folge 5.21 (Eine hoffnungslose Romanze) von Raumschiff Enterprise – Das nächste Jahrhundert aus dem Jahr 1992 weist einige Parallelen zu Brautschiff Enterprise auf. Hier soll die Enterprise D eine kriosianische Frau transportieren, die als Braut den Frieden zwischen zwei verfeindeten Völkern gewährleisten soll. Auch hier verliebt sich der Captain (Jean-Luc Picard) in diese Frau.
- In Folge 6.04 (Besuch von der alten Enterprise) von Raumschiff Enterprise – Das nächste Jahrhundert aus dem Jahr 1992 erzählt Scott von den Ereignissen aus Brautschiff Enterprise.
- Das Tellun-System ist in mehreren Folgen von Star Trek: Discovery, Star Trek: Picard und Star Trek: Strange New Worlds auf Sternenkarten eingezeichnet.

## Produktion

### Drehbuch und Regie
Der Originaltitel Elaan of Troyius ist eine Anspielung an Helena von Troja (englisch: Helen of Troy). Der Arbeitstitel der Folge lautete Helen of Troyius.
Brautschiff Enterprise ist eine von nur zwei Folgen im gesamten Star-Trek-Franchise, bei der dieselbe Person sowohl als alleiniger Drehbuchautor als auch als Regisseur wirkte. Die andere ist Folge 3.10 (Die letzte Generation) von Star Trek: Picard aus dem Jahr 2023.
Das Drehbuch ist an die beiden Theaterstücke Der Widerspenstigen Zähmung und Antonius und Cleopatra von William Shakespeare angelehnt.

### Darsteller
Victor Brandt, Darsteller von Watson, spielte auch Tongo Rad in der Folge Die Reise nach Eden.
Für Charles Beck, Darsteller einer elasianischen Wache, war dies sein einziger Auftritt in einer Fernseh-Produktion. 

### Kostüme
France Nuyen trägt in dieser Folge vier verschiedene Bekleidungen. Lediglich Barbara Anderson in Kodos, der Henker und Ricardo Montalbán in Der schlafende Tiger trugen in der Serie Raumschiff Enterprise mehr Bekleidungen.

## Adaptionen
James Blish schrieb eine Textfassung von Brautschiff Enterprise, die auf Englisch erstmals 1972 in der Geschichtensammlung Star Trek 7 erschien. Die deutsche Übersetzung erschien 1972.

## Rezeption
Daniel Leonard Bernardi kritisierte in seinem 1998 erschienenen Buch Star Trek and History: Race-ing Toward a White Future, dass die Folge sehr stark Stereotype über asiatische Frauen reproduziert. Elaan (gespielt von einer Schauspielerin vietnamesischer Abstammung) wird als Herrscherin primitiv, irrational und verzogen dargestellt. Es benötige erst den weißen Helden Kirk, um ihr Anstand und zivilisiertes Verhalten beizubringen. Als sich beide schließlich ineinander verlieben, schlägt Elaan in ein anderes Extrem um, nämlich das der unterwürfigen Dienerin.
Paula M. Block und Terry J. Erdmann schrieben in ihrem 2010 erschienenen Buch Star Trek: The Original Series 365, Brautschiff Enterprise stehe beispielhaft für die Fehlentwicklungen, die Raumschiff Enterprise in der dritten Staffel erlebte. Kostüme, Makeup und Drehbücher waren im Gegensatz zu den früheren Staffeln viel zu überzogen und eher an Pulp-Sci-Fi orientiert.
Christian Blauvelt listete Brautschiff Enterprise 2022 auf hollywood.com in einem Ranking aller 79 Raumschiff-Enterprise-Folgen auf Platz 72.

## Parodien und Anspielungen
Die 2009 gedrehte Porno-Parodie Star Trix: Deep Penetration baut lose auf den Handlungen der Raumschiff-Enterprise-Folgen Ganz neue Dimensionen und Brautschiff Enterprise auf.